# Csólyospálos
Csólyospálos là một thị trấn thuộc hạt Bács-Kiskun, Hungary. Thị trấn này có diện tích 65,1 km², dân số năm 2010 là 1679 người, mật độ 26 người/km².